# Championnat d'Europe masculin de rink hockey des moins de 20 ans 1991
Navigation
Championnat d'Europe masculin -20 ans 1990 Championnat d'Europe masculin -20 ans 1992
Le Championnat d'Europe de rink hockey masculin des moins de 20 ans 1991 est la 30e édition de la compétition organisée par le Comité européen de rink hockey et réunissant les meilleures nations européennes des moins de 20 ans. Cette édition a lieu à Blanes, en Espagne.
L'équipe d'Italie des moins de 20 ans remporte sa 8e couronne européenne de rink hockey et sa 2e consécutive.

## Participants
Huit équipes prennent part à cette compétition.
- Italie
- Espagne
- Portugal
- Suisse
- France
- Allemagne
- Angleterre
- Pays-Bas

## Résultats
Chaque équipe se rencontre une fois.
| Rang | Équipe     | Pts | J | G | N | P | Bp | Bc | Diff |  | Résultats  |  |     |     |     |      |      |      |      |
| ---- | ---------- | --- | - | - | - | - | -- | -- | ---- |  | ---------- |  | --- | --- | --- | ---- | ---- | ---- | ---- |
| 1    | Italie     | 13  | 7 | 6 | 1 | 0 | 88 | 10 | +78  |  | Italie     |  | 2-2 | 8-2 | 6-0 | 10-2 | 14-3 | 26-1 | 22-0 |
| 2    | Espagne    | 12  | 7 | 5 | 2 | 0 | 66 | 8  | +58  |  | Espagne    |  |     | 2-2 | 7-0 | 8-1  | 16-2 | 14-0 | 17-1 |
| 3    | Portugal   | 11  | 7 | 5 | 1 | 1 | 50 | 15 | +35  |  | Portugal   |  |     |     | 3-1 | 9-2  | 8-0  | 14-1 | 12-1 |
| 4    | Suisse     | 8   | 7 | 4 | 0 | 3 | 47 | 22 | +25  |  | Suisse     |  |     |     |     | 9-3  | 8-0  | 16-2 | 13-1 |
| 5    | France     | 6   | 7 | 3 | 0 | 4 | 22 | 42 | -20  |  | France     |  |     |     |     |      | 4-2  | 6-2  | 4-2  |
| 6    | Allemagne  | 4   | 7 | 2 | 0 | 5 | 14 | 53 | -39  |  | Allemagne  |  |     |     |     |      |      | 2-0  | 5-3  |
| 7    | Angleterre | 2   | 7 | 1 | 0 | 6 | 13 | 79 | -66  |  | Angleterre |  |     |     |     |      |      |      | 7-1  |
| 8    | Pays-Bas   | 0   | 7 | 0 | 0 | 7 | 9  | 80 | -71  |  | Pays-Bas   |  |     |     |     |      |      |      |      |